# Robert White (Diplomat)

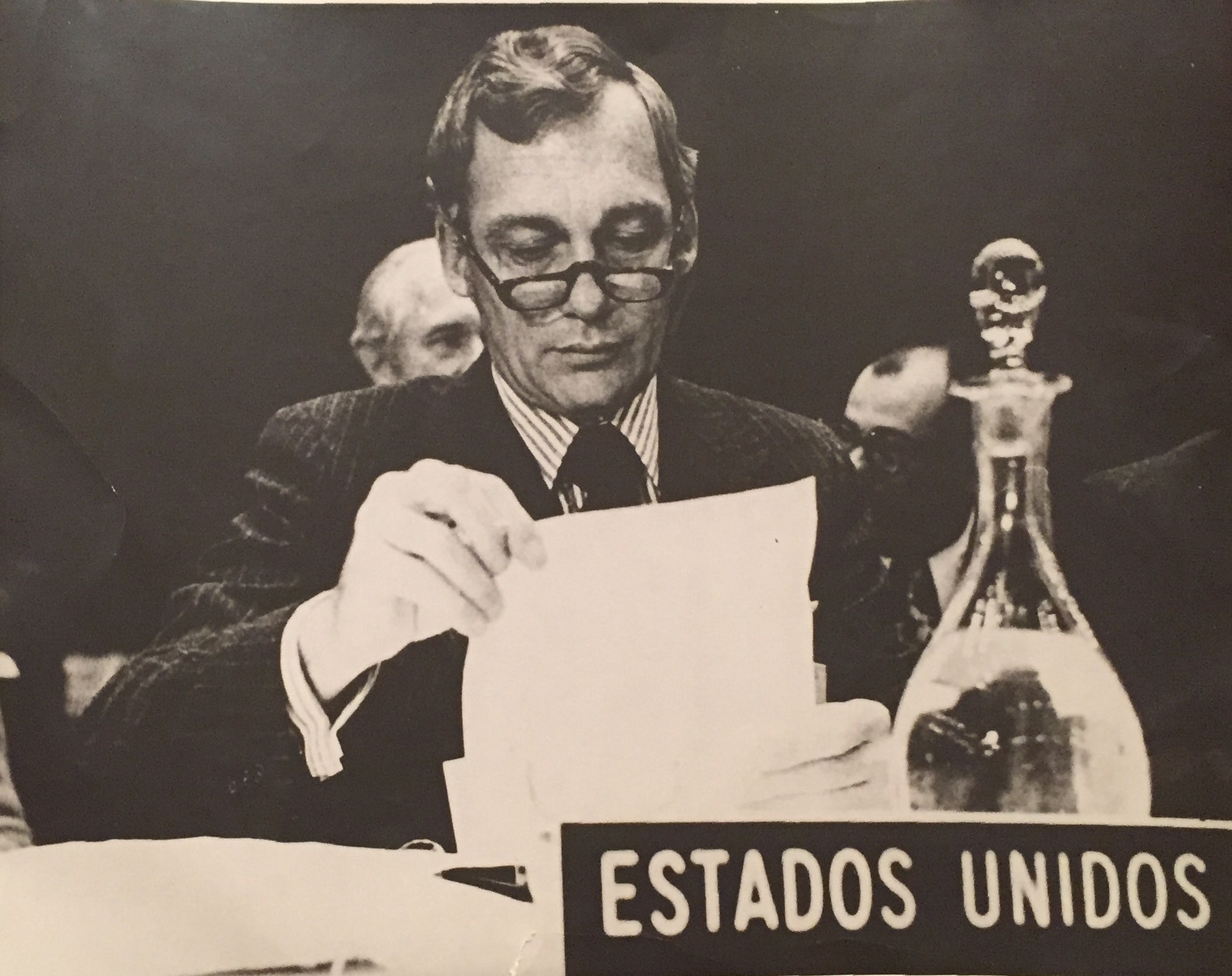
Robert White

Robert White (* 21. September 1926 in Melrose, Massachusetts; † 13. Januar 2015 in Arlington, Virginia) war ein US-amerikanischer Diplomat. Er war Botschafter unter verschiedenen US-Regierungen und seit 2008 Vorsitzender des Center for International Policy.

## Leben
Von 1977 bis 1980 war White Botschafter in Paraguay. Danach war er von 1980 bis 1981 Botschafter in El Salvador. Er galt als Kritiker der damaligen Politik der US-Regierung gegenüber El Salvador, die sich vor allem durch Unterstützung rechtsgerichteter Kreise und des Militärs auszeichnete. 1981 wurde White pensioniert und Mitglied der Carnegie Endowment for International Peace.
Laut einem Telegramm von 1978, welches durch einen FoIA-Antrag der New York Times bekannt wurde, hatte Robert White in einem Gespräch mit General Alejandro Fretes Dávalos, dem Stabschef der Streitkräfte von Paraguay, erfahren, dass die an der Operation Condor beteiligten südamerikanischen Länder ein US-Kommunikationssystem in der Kanalzone Panamas verwendeten. Zudem hätten sich alle lateinamerikanischen Streitkräfte an der verdeckten Operation beteiligt.
White starb am 13. Januar 2015 in Arlington, Virginia im Alter von 88 Jahren an den Folgen einer Krebserkrankung.